# ブラナス
ブラーナス（Blanes IPA：[ˈbɫanəs]）は、スペイン・カタルーニャ州ジローナ県のムニシピ（基礎自治体）。コスタ・ブラバに最初にできた観光地で、「コスタ・ブラバの入り口」（Portal de la Costa Brava）と呼ばれている。砂浜、洞窟、周辺の山々を楽しみに国内の観光客がやってくる。カスティーリャ語では表記は同じだが、ブラーネスのように発音。

## 地理

### 人口
| ブラーナスの人口推移 1900－2010                         |
|                                                         |
| 出典:INE（スペイン国立統計局）1900年 - 1991年、1996年 - |

## 歴史

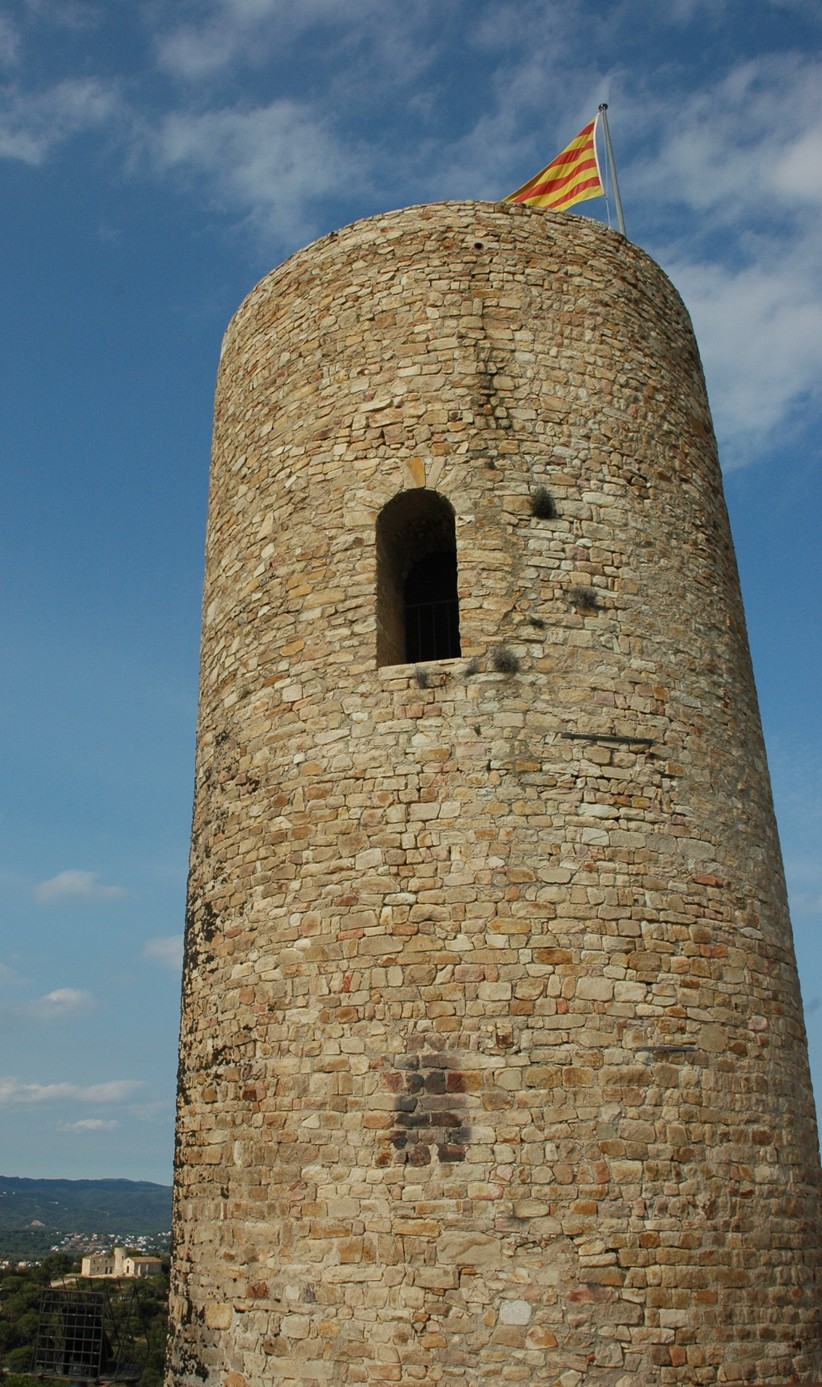
サン・ジュアン城の塔

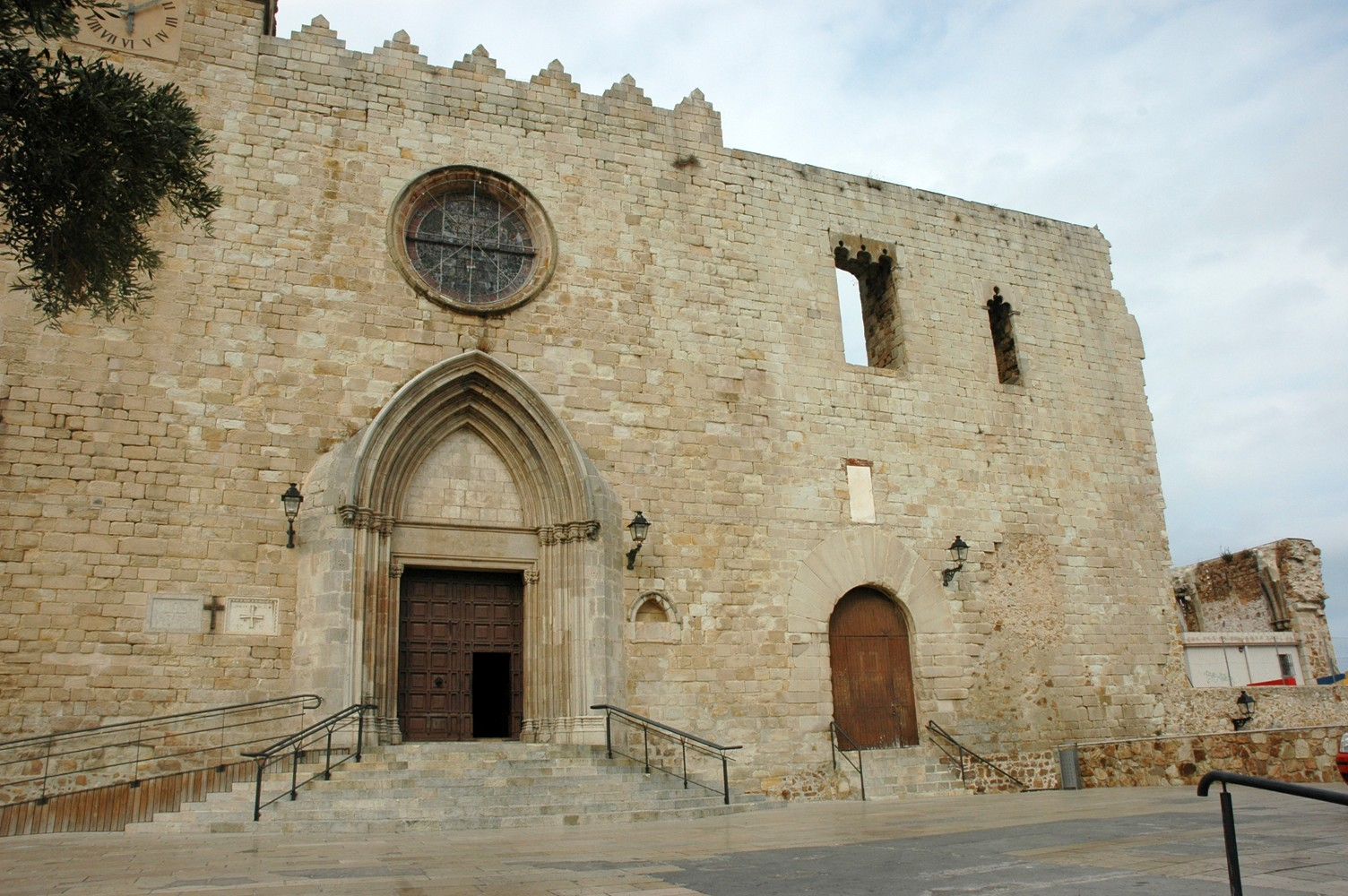
ゴシック様式のカブレーラ子爵宮殿

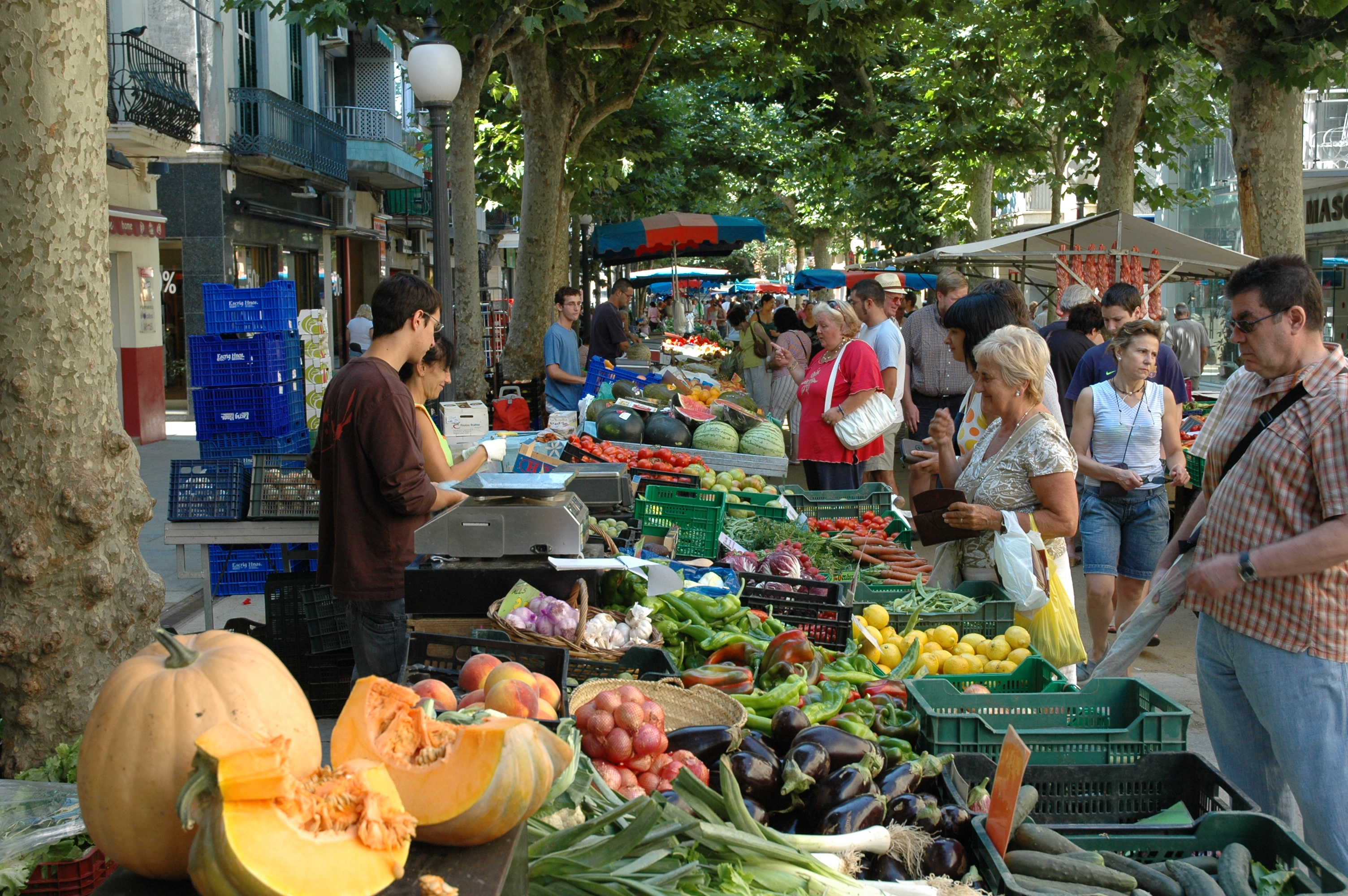
ブラーナスの市場

先史時代から人が定住していたとみられるが、はっきりとしているのはイベリア人のインディゲテス族が定住していたことである。彼らはサン・ジュアン山の南山ろくに定住地をつくり、定住地を石の壁で覆っていた。紀元前195年、大カトがインディゲデス族を征服し、以後ローマ化が進んだ。
トルデーラ川河口と天然の湾の間にあるこの定住地は、海上から物資を受け取ったり内陸で再分配が可能な、戦略上の要地になった。港湾があった場所には倉庫、工場、ヴィッラ、そして墓地があった。
ローマ人はこの地をBlandaまたはBlandaeと呼んだ。ポンポニウス・メラは、カタルーニャ沿岸部について記した際、『小さなブランダ集落』について述べている。大プリニウスは『博物誌』において、ヒスパニア・タラコネンシスを訪問した際のことを記している。この時彼はBlandaeが複数あったことを述べている。ローマ人が暮らすオッピドゥム、oppidum civium romanorumは沿岸部、現在のマタローとアンプリアスの中間にあった。メラも大プリニウスも、トルデーラ川の存在については一致している。
Blandaeが複数あったというのは、定住地が川の両岸にあったこと意味しているとされる。左岸はインディゲテス族が暮らしていた頃からある古い定住地で、右岸はその後できた土地だった。
ローマ衰退後、西ゴート王国の一部となったあと、8世紀終わりまでアラブ人に支配された。
1002年に初めてその存在が知られたサン・ジュアン城は、カブレラ子爵家が所有した。13世紀、子爵がいくつかの特権や自由をブラネス港へ与え、定住を促進し経済が成長した。カブレーラ子爵ベルナト4世は若マルティン王子指揮下のアラゴン海軍で船長を務め、シチリア遠征で戦い、1400年にはキプロスで戦った。王家は彼をモディカ伯としてその忠誠に報いた。新たな教会が村の頂上に建ち、ブラナス子爵宮殿が新築された。この時代から村は城壁で覆われた。1423年には2つの病院ができた。
その地理的な好位置から、ブラーナスはいくつかの歴史上の出来事に立ち会ってきた。1113年、キリスト教国連合軍によるバレアレス諸島遠征の時、艦隊が港に停泊した。1285年には対アラゴン遠征でフィリップ3世のフランス海軍がブラーナスに停泊し、村に火を放った。1355年にはジェノヴァ共和国から攻撃された。1415年、対立教皇ベネディクトゥス13世が乗船したガレー船を受け入れ、ブラネスから教皇はペニスコラへ向かった。16世紀にはビスカヤやカスティーリャの船が停泊するようになった。町は海上交通で活気に満ち、漁民や船員のギルドが生まれ、海岸には造船所ができた。
収穫人戦争後、ブラーナスの歴史は暗転する。ルイ14世軍に幾度も攻撃され、カブレーラ子爵家の宮殿が破壊された。スペイン継承戦争ではハプスブルク家支持に回ったために、降伏後は働き手の男たちを奪われた。18世紀終わりごろから平和な時代が続き経済が持ち直し、対新大陸貿易、漁業、農業、そして産業（レース、ロープ製造、コルクガシなど）が盛んになった。
1859年には鉄道が、1889年には電気で街灯がともされたにもかかわらず、19世紀末は造船所の不況やフィロキセラ流行によるワイン生産の壊滅的被害といった暗い時代であった。ブラーナス住民からは職を求めてアメリカへ渡る者たちが出た。
1950年代後半から、国の内外の観光客がブラーナス観光へやってくるようになり、1970年までに人口が倍増した。

## 交通
- 鉄道 - ブラーナス駅。バルセロナへは約30分
- バス - リュレッド・ダ・マール、マルグラッド・ダ・マール、トッサ・ダ・マール、バルセロナ、カレーリャ、ジローナ及びジローナ・コスタ・ブラバ国際空港との区間バスがある。